# Золотарёвка (Вяземский район)
Золотарёвка — деревня в Вяземском районе Смоленской области России. Входит в состав Относовского сельского поселения. По состоянию на 2007 год постоянного населения не имеет.
Расположена в восточной части области в 3 км к западу от Вязьмы, в 2,5 км севернее автодороги М1 «Беларусь».
В 2 км юго-восточнее деревни расположена железнодорожная станция Золотарёвка на линии Вязьма — Духовская, открытая в 1926 году.

## История
В годы Великой Отечественной войны деревня была оккупирована гитлеровскими войсками в октябре 1941 года, освобождена в марте 1943 года.